# Petr Arenberger
Petr Arenberger (* 4. prosince 1958 Praha) je český lékař specializující se v oboru dermatovenerologie, vysokoškolský pedagog a politik, od dubna do května 2021 ministr zdravotnictví ČR ve druhé vládě Andreje Babiše.
Od roku 2001 působí jako přednosta Dermatovenerologické kliniky 3. lékařské fakulty Univerzity Karlovy a Fakultní nemocnice Královské Vinohrady v Praze. Do roku 2023 byl 3. místopředsedou České lékařské společnosti Jana Evangelisty Purkyně a od roku 2003 je předsedou její České dermatovenerologické společnosti. V letech 2018 až 2021 byl členem Rady Českého rozhlasu. Od října 2019 do ledna 2022 působil jako ředitel Fakultní nemocnice Královské Vinohrady.

## Život

### Profesní život
Po studiu na pražském Gymnáziu Nad Štolou absolvoval Fakultu dětského lékařství Univerzity Karlovy v Praze. Pracoval na Kožní klinice Fakultní nemocnice v Praze 2. Následně působil na Dermatovenerologické klinice 3. LF UK a ve Fakultní nemocnici Královské Vinohrady (FNKV), ve které zastává od roku 2001 funkci přednosty.
První atestaci z dermatovenerologie získal v roce 1987, druhou pak roku 1990. V roce 1992 se habilitoval na 3. lékařské fakultě UK s prací Keratinocitární receptory pro kyselinu 12(S)-hydroxyeikosatetraenovou a jejich defekt u psoriasis vulgaris. Jmenován profesorem na Univerzitě Karlově pro obor dermatovenerologie byl v roce 2001 (inaugurační přednáška: Receptory pro mediátory v kůži). O pět let později získal titul Master of Business Administration.
Zaměřuje se na účinek exogenních faktorů ve vztahu ke změnám na receptorové úrovni. Je objevitelem receptorové vady u kožního zánětlivého mediátoru – kyseliny (S)-12-hydroxyeikosatetraenové na keratinocytech psoriatiků. Jako první zjistil existenci cytokinu RANTES v kůži.
Na dermatovenerologické klinice založil Centrum Zdravé vlasy, které je jedinou takovou poradenskou ambulancí zaměřující se na nemocné vlasy v České republice. Je duchovním otcem české preventivní akce Stan proti melanomu.
Dva roky pracoval na univerzitě v Mnichově (1989–1991) a absolvoval studijní pobyt na Stanfordově univerzitě v Palo Alto (1992–1993).

#### Publikační činnost
K roku 2010 byl autorem 14 monografií a učebnic. Science Citation Index uváděl 104 citací. Pracuje v redakčních radách odborných periodik Česko-slovenská dermatologie, Referátového výběru, Zdravotnických novin (a jejich přílohy Lékařské listy) a mezinárodního publikačního média Der Hautarzt.

### Člen rady Českého rozhlasu
V březnu 2017 kandidoval do Rady Českého rozhlasu, avšak samotná volba v červnu 2017 nebyla dokončena. Do rady zasedl až po volbě Poslanecké sněmovny v květnu 2018, kdy získal 150 hlasů ze 182 přítomných poslanců. S nástupem na místo ministra zdravotnictví se dle zákona o Českém rozhlasu členství v radě vzdal.

### Ředitel FN Královské Vinohrady
Od října 2019 je ředitelem Fakultní nemocnice Královské Vinohrady. Po jmenování ministrem zdravotnictví ČR v dubnu 2021 si Arenberger ředitelský post ponechal, vedením nemocnice byl pověřen náměstek pro léčebně preventivní péči Jan Votava. Petr Arenberger zastává ve fakultní nemocnici rovněž funkci náměstka pro vědu a výzkum. V lednu 2022 byl z této funkce ministrem zdravotnictví Válkem odvolán, těsně předtím nicméně sám oznámil rezignaci.

## Politické působení
Před rokem 1989 byl členem KSČ. Státní bezpečnost jej prověřovala jako možného spolupracovníka, od září 1989 byl veden jako kandidát tajné spolupráce (KTS) pod krycím jménem KŮŽE, přičemž kategorie KTS nebyla kategorií vědomé spolupráce a kandidáti ani nemuseli vědět o tom, že se o ně StB zajímá. Téhož roku po sametové revoluci byl jeho svazek zničen. Na tiskové konferenci dne 7. dubna 2021 uvedl, že nebyl agentem StB a že má čisté lustrační osvědčení.
Dne 24. ledna 2018 byl Poslaneckou sněmovnou zvolen jako náhradník Správní rady VZP. Tuto pozici zastával do 10. ledna 2019.

### Ministr zdravotnictví
Prezident republiky Miloš Zeman jej 7. dubna 2021 jmenoval ministrem zdravotnictví ve druhé vládě Andreje Babiše, kde nahradil Jana Blatného. Šlo tak o třetí výměnu ministra zdravotnictví za posledních sedm měsíců.
Petr Arenberger byl ministrem jmenován v době, kdy se prezident Zeman snažil v Česku prosadit ruskou a čínskou vakcínu proti onemocnění covid-19, ale ministr Jan Blatný nepovolil výjimku pro její aplikování (pokud není schválena Evropskou lékovou agenturou). Vznikly spekulace, že výměna ministrů proběhla kvůli náklonnosti Arenbergera k vakcíně Sputnik V. Ten připustil, že by zájemcům očkování ruskou vakcínou umožnil v rámci klinické studie, jež je standardním postupem při schvalování nových léčiv.
Dne 25. května 2021 oznámil na tiskové konferenci, že podal premiérovi ČR Andreji Babišovi rezignaci. Babiš následně oznámil, že se jeho nástupcem stane bývalý ministr zdravotnictví ČR Adam Vojtěch. Prezident ČR Miloš Zeman přijal Arenbergerovu rezignaci dne 26. května 2021, zároveň podepsal jmenovací dekret jeho nástupci.

## Kontroverze

### Majetkové přiznání 2020
V majetkovém přiznání, které Arenberger podal coby ředitel nemocnice Královské Vinohrady v říjnu 2019, uvedl pět nemovitostí a žádný vedlejší příjem. Dne 10. května server Seznam Zprávy informoval o tom, že v přiznání za rok 2019 Arenberger mnohé zatajil. V oznámení, které pak podal jako ministr, už uvedl 67 nemovitostí a vedlejší příjem téměř 30 milionů korun. Z kompletního výpisu jeho majetkového přiznání nakonec vyplynulo, že nemovitostí vlastní sám nebo s manželkou přes 160. Kromě asi 15 budov nebo bytů jde většinou o pole, která mají dohromady přes 240 hektarů. Před zveřejněním jejich výměry o nich ministr hovořil jako o „kouscích políček“.
Arenberger dále dříve neuvedl například své podíly ve firmách (např. poloviční podíl ve společnosti Altamedica) a příjmy z podnikání. Ke svým příjmům uvedl, že má živnostenský list na kosmetické služby a také pracovní úvazek na 3. lékařské fakultě Univerzity Karlovy. Arenberger působí také ve zdravotnickém zařízení PRO SANUM.
Dále bylo zjištěno, že od roku 1995 vlastní Sanatorium profesora Arenbergera, které provozuje společnost Sanatorium docenta Arenbergera, s. r. o. Televize Seznam upozornila, že tato firma inkasovala desítky milionů korun za studie nových léků, což Arenberger léta nepřiznával. Soukromá Arenbergerova ordinace se zaměřuje na klinické testy nových léčiv. Ty si u nemocnic a specialistů objednávají farmaceutické firmy. Arenberger ještě 6. května 2021 tvrdil, že nešlo o výdělečnou činnost, ale o vědecký výzkum, na kterém nic nevydělal.

### Střet zájmů
Novináři z redakcí Seznam Zpráv a Deníku N po nástupu Arenbergera na post ministra zdravotnictví řešili, že Arenberger coby ministr zdravotnictví, ředitel nemocnice a zároveň šéf odborné společnosti, která pojišťovnám doporučuje, jaké metody v dermatologii mají platit, by mohl být ve střetu zájmů. Zjistilo se, že jednu svou nemovitou věc také od roku 2013 pronajímá vinohradské nemocnici, která zde zřídila archiv. Nemocnice Arenbergovi v období 2016–2021 zaplatila přibližně 6 milionů korun. Arenberger uvedl, že smlouva o pronájmu budovy pro nemocniční archiv je z právního hlediska zcela v pořádku.
Jak zjistil Deník N, Arenberger i poté, co se stal ministrem zdravotnictví, nadále působil v několika soukromých firmách zabývajících se dermatologií a nadále zůstal šéfem výše zmíněné odborné společnosti. Svůj střet zájmů oficiálně ohlásil až v květnu 2021, tedy měsíc poté, co se stal ministrem a krátce poté, co byl jeho možný střet zájmů tematizován médii.
Premiér Andrej Babiš médiím sdělil, že po Arenbergerovi bude žádat detailní vysvětlení jeho případného střetu zájmů a změn v majetkových přiznáních. Současně zadal provést audit hospodaření nemocnice Královské Vinohrady. Těsně předtím, než Arenberger podal demisi coby ministr zdravotnictví, byl dokončen dílčí audit Ministerstva zdravotnictví, který kontroloval hospodaření nemocnice Královské Vinohrady a který zadal ještě bývalý ministr zdravotnictví Jan Blatný. Audit nenašel žádné závažnější pochybení. Současně začalo Ministerstvo financí prošetřovat, za jakých okolností si nemocnice Královské Vinohrady pronajala Arenbergerův areál pro svůj archiv. Touto kauzou se začala zabývat i policie, které dorazilo několik trestních oznámení a podnětů. Audit Ministerstva financí odhalil jisté nedostatky a možný střet zájmů Arenbergera. Ten se proto na konci června, dle slov ministra zdravotnictví Vojtěcha, rozhodl nájem archivu nemocnice Královské Vinohrady vypovědět.

### Koupě bytu v Praze 1
Server Seznam Zprávy uveřejnil 18. května 2021 informaci, že v dubnu 2019 koupil Petr Arenberger od městské části Praha 1 za 11,5 milionu korun byt v Bolzanově ulici, který měl v pronájmu již od 21. listopadu 1995 a provozoval v něm od té doby soukromou dermatologickou ordinaci. Smluvená kupní cena byla podstatně vyšší, než kdyby to byl byt bez ordinace. Podle bývalého starosty Prahy 1 Pavla Čižinského mělo být podmínkou prodeje bytu zachování trvalého bydlení a údajně také ujištění, že kupující nevlastní jiné nemovité věci v Praze nebo ve Středočeském kraji. Podle dalšího sdělení serveru Seznam Zprávy Arenberger žije ve vile v Praze 8 a v dané době vlastnil v Praze a Středočeském kraji několik desítek nemovitých věcí. Městská část Praha 1 však v reakci na článek serveru vydala 19. května 2021 předběžné prohlášení, že koupě bytu Arenbergerem proběhla v roce 2019 v souladu s tehdejšími pravidly. Přesto nařídila vykonat místní šetření s cílem zjistit, zda Arenberger byt skutečně využívá k bydlení. Případem se také zabývala policie. Ta ovšem konstatovala, že koupí nebyl spáchán žádný trestný čin a případ tak odložila ad acta. Nezávadnost privatizace bytu Arenbergerem potvrdily i orgány Městské části Praha 1 včetně tamního kontrolního výboru.

### Chybějící bezpečnostní prověrka
Podle výkladu zákona je od roku 2019 praxí, že ředitelé státních nemocnic mají bezpečnostní prověrku pro stupeň důvěrné. Povinnost byla zavedena z důvodu, že ředitelé těchto nemocnic hospodaří s velkými rozpočty a často dostávají také dotace z Evropské unie. Zadávají dále velké zakázky, což je považováno za takzvanou citlivou činnost, u které bezpečnostní prověrku legislativa nařizuje. Podle Deníku N získalo prověrku čtrnáct z patnácti šéfů státních nemocnic. Jediný, kdo o ni ani nepožádal, byl právě Arenberger. Sám Arenberger konstatoval, že si nemyslí, že by zákon ukládal ředitelům nemocnice tuto povinnost, nicméně dodal, že o bezpečnostní prověrku chtěl zažádat na jaře 2020, upustil ovšem od tohoto záměru z důvodu nástupu pandemie covidu-19. Jeho staronový nástupce ve funkci ministra zdravotnictví Adam Vojtěch na konci května prohlásil, že zažádání o bezpečnostní prověrku bude podmínkou setrvání Arenbergera ve funkci ředitele nemocnice Královské Vinohrady. Arenberger o bezpečnostní prověrku požádal v červnu 2021. Jestli ji obdržel, nebylo zveřejněno.

## Soukromý život
Je ženatý s profesorkou dermatovenerologie Monikou Arenbergerovou, mají dvě dcery – Simonu (* 2002) a Nicol (* 2005). Seznámili se v Berlíně, kde se oba zúčastnili vědecké konference.